# ディンプルキー

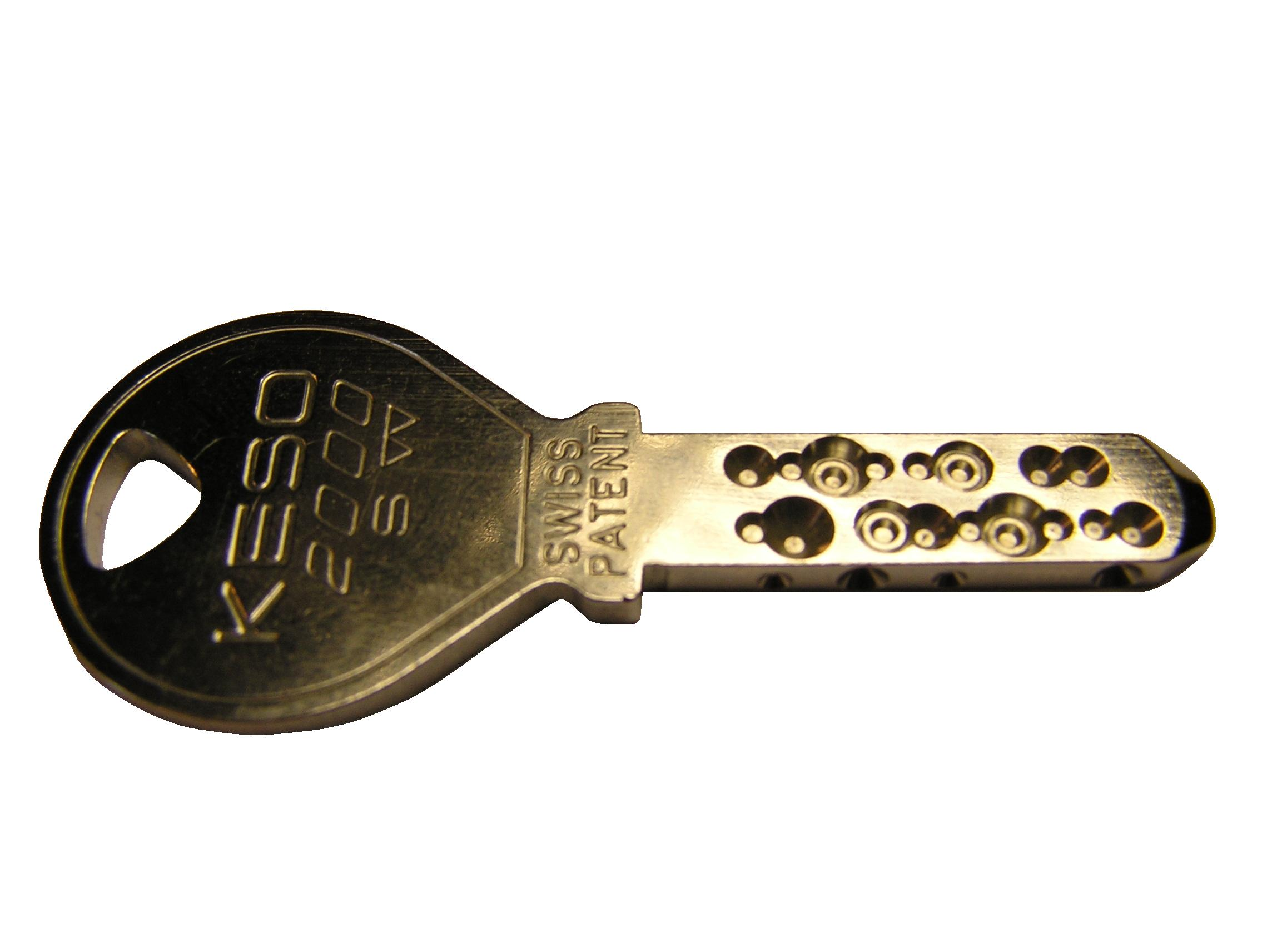
ディンプルキー

ディンプルキーとは、鍵の一種である。ピッキングに強いとされている。2000年代前半にピッキングによる空き巣被害が増加して以来、急速に普及した。

## 特徴
ピンタンブラー錠と原理は同じだが、機構を高度にしたもので、キーの表面に深さや大きさの異なる凹みをつけてある。ピンシリンダーは縦向き(一部には横向きの製品もある)。一般にピッキングは比較的難しいと言われるが、その後対応した器具も工夫され、ピッキング開錠は可能である。またバンピングで迅速な開錠が可能である。
複製はほぼ不可能と言われたこともあったが、カギ業者によっては複製を行う。ただし専用の機械が必要なため、費用は普通の鍵にくらべ数千円と高額。

## 主要製造メーカー
- 美和ロック
- ゴール
- アルファ
- 日本カバ